# Omini verdi (militari)
L'espressione “omini verdi” (in russo зелёные человечки?, zelënyje čelovečki; in ucraino зелені чоловічки?, zeleni čolovičky) si riferisce a un gruppo di soldati, indossanti uniformi militari verdi anonime, sprovviste di mostrine e altri simboli che potessero ricondurre ad un corpo d'appartenenza, che durante la crisi ucraina del 2014 - che portò all'annessione della Crimea da parte della Federazione Russa - occuparono militarmente l'Aeroporto Internazionale di Sinferopoli, la maggior parte delle basi militari in Crimea, e il parlamento di Sinferopoli.
Conosciuti dal versante russo anche come “persone educate” (in russo вежливые люди?, vežlivyje ljudi), poiché si pensava che si fossero comportati pacificamente con poca interferenza pratica con le attività quotidiane dei cittadini residenti, questi soldati sono infine risultati appartenere a truppe d'élite russe, simili alla Delta Force statunitense.

## Origine del nome e identificazione delle truppe

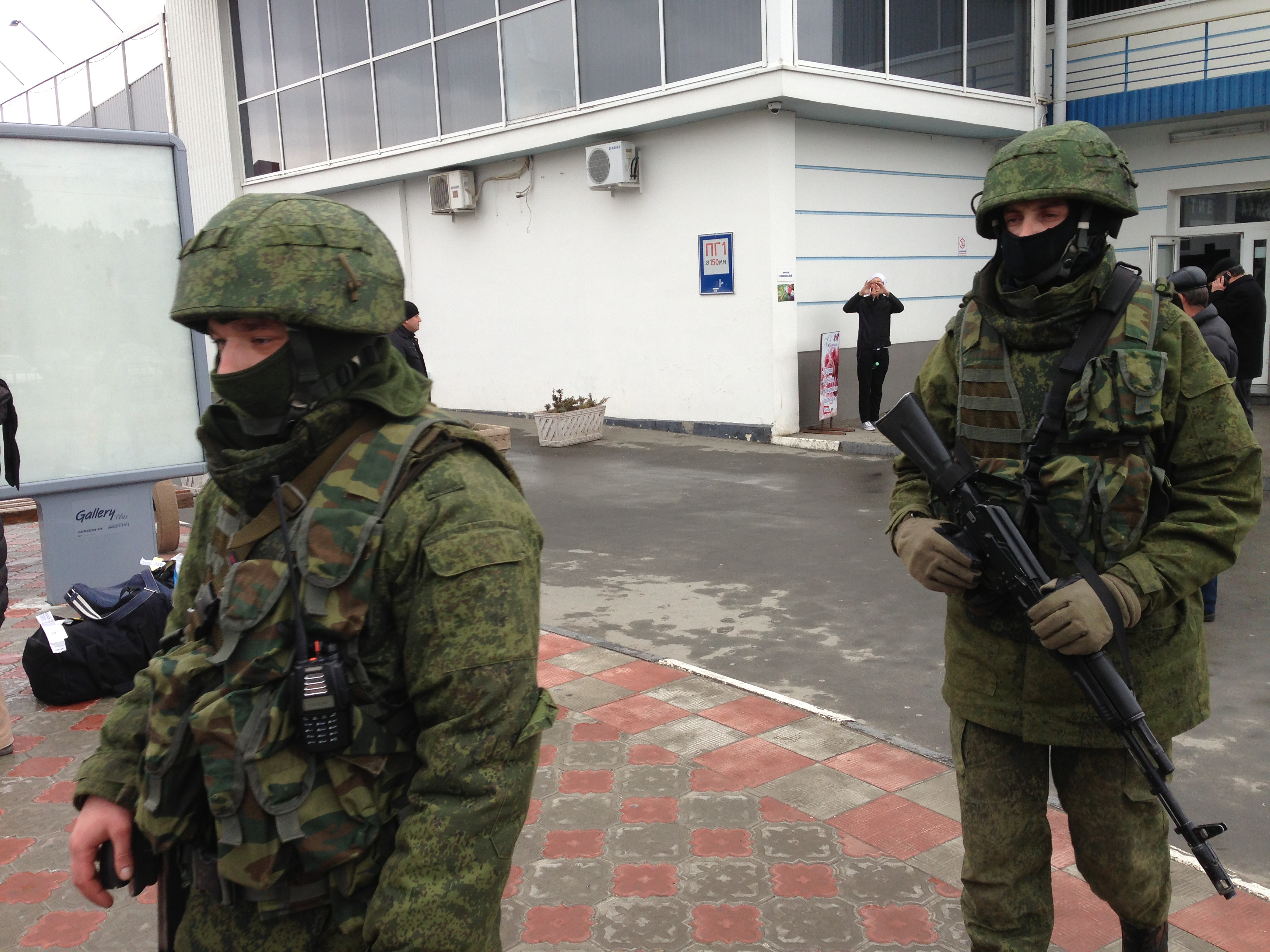
Uomini armati senza insegne (i cosiddetti "omini verdi") all'Aeroporto Internazionale di Sinferopoli, fotografati il 28 febbraio 2014.

La prima presenza di queste truppe fu notata alle prime ore della mattina di venerdì 28 febbraio 2014 presso l'aeroporto di Sinferopoli.
La comparsa in Crimea di queste forze militari non formalmente identificabili, parlanti con un accento russo, con equipaggiamento russo, e autoveicoli con targa russa, fu immediatamente oggetto di speculazioni sulla loro origine; gli organi di informazione legati a Mosca o appoggianti l'intervento armato inizialmente li indicarono come abitanti della Crimea volontariamente riunitisi in gruppi di autodifesa, e Vladimir Putin spiegò l'origine del loro equipaggiamento come proveniente da acquisti effettuati presso locali venditori di materiale militare; contemporaneamente fonti giornalistiche russe, iniziarono ad indicarli come "uomini gentili" (polite men), espressione che secondo il blogger Il'ja Varlamov, fu inventata dagli addetti russi alla propaganda, arrivati in Crimea allo scopo  "di creare una immagine di un soldato liberatore russo indossante una simpatica nuova uniforme, armato con belle armi, che è dovuto arrivare per difendere pacifiche cittadine e villaggi".
Pochi giorni dopo, il 4 marzo 2014, il Presidente della Federazione Russa Vladimir Putin  dichiarò che gli uomini in verde non facevano parte delle forze armate russe, ma erano gruppi di milizie locali, spiegando il loro equipaggiamento come proveniente dal sequestro di armi all'Esercito ucraino.

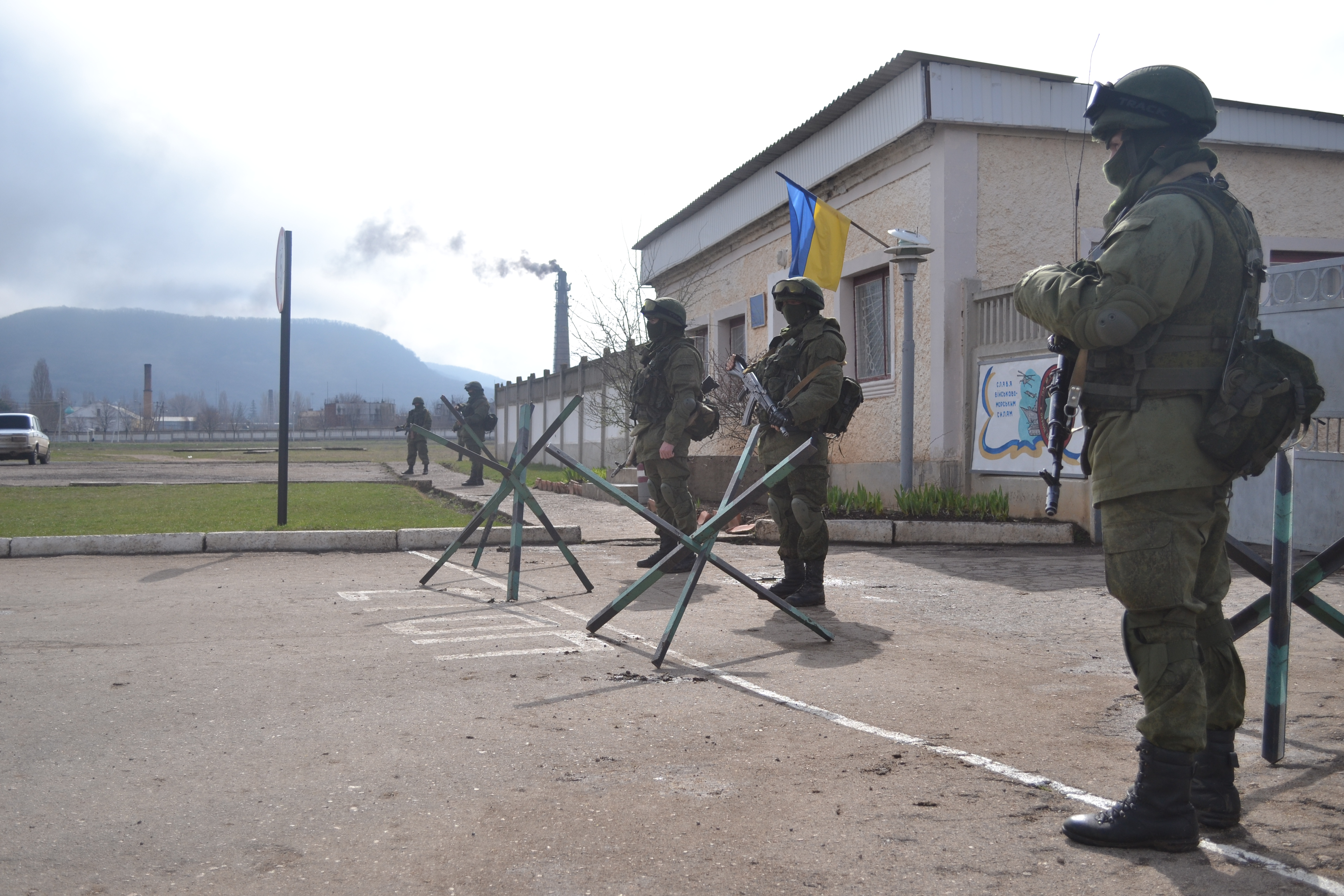
Omini verdi armati di AK-74M che bloccano la base militare di Perevalne, 25 chilometri a sud di Sinferopoli, il 9 marzo 2014.

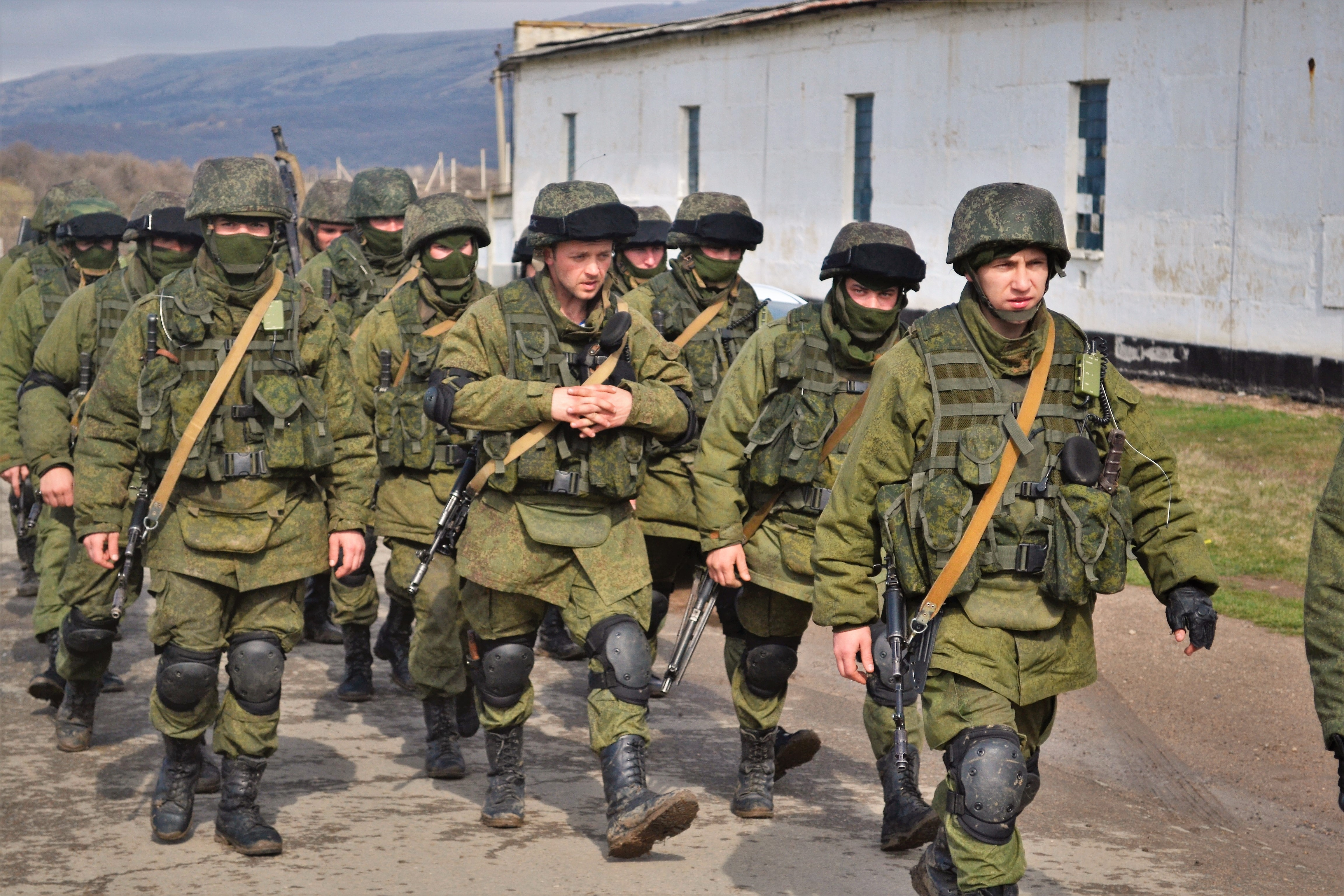
Pattuglia di omini verdi nei pressi della base militare di Perevalne, 9 marzo 2014.

La settimana seguente il generale Philip Breedlove, del comando alleato della NATO, dichiarò di ritenere che questi "uomini verdi" fossero in realtà truppe russe, e che dalle evidenze fotografiche l'equipaggiamento e l'armamento di questi armati fossero "decisamente atipici rispetto a quelli che solitamente mostrano forze locali di autodifesa.
Col passare dei giorni da parte dei cronisti ucraini e occidentali prese sempre maggior diffusione il nomignolo di "omini verdi", per indicare queste truppe, soprannome dovuto al colore delle loro uniformi e inizialmente coniato dagli abitanti della Crimea, poi diffuso anche dalle televisioni ucraine.
Per tutto il mese di marzo 2014, Putin continuò a sostenere che non ci fosse stato alcun intervento russo pre-programmato, ma che "i gruppi pesantemente armati e strettamente coordinati che hanno preso possesso degli aeroporti e dei porti della Crimea all'inizio dell'incursione" fossero semplicemente dei gruppi spontanei di autodifesa "che potrebbero aver acquistato le loro uniformi, dall'aspetto russo, dai negozi locali", nonostante la legge ucraina non consenta la messa in vendita e il trasporto di armi da fuoco diverse da quelle utilizzabili per la caccia.
Infine anche Putin riconoscerà l'appartenenza degli omini verdi all'esercito russo.
Il 17 aprile 2014, il presidente Putin ammise per la prima volta pubblicamente che le forze speciali russe sono state coinvolte negli eventi della Crimea, motivandone l'intervento con lo scopo di proteggere la popolazione locale e creare le condizioni per un referendum, successivamente, ha confermato che le forze armate russe avrebbero bloccato le forze armate ucraine in Crimea durante gli eventi.
In risposta alla domanda sulla presenza delle truppe russe in Crimea, il ministro della difesa russo Sergej Kužugetovič Šojgu ha dichiarato: "Riguardo alle dichiarazioni sull'utilizzo delle forze speciali russe negli eventi ucraini, posso solo dire una cosa: è difficile cercare un gatto nero in una stanza buia, soprattutto se non è lì", e ha aggiunto in modo criptico che cercare il gatto sarebbe "stupido" se il gatto è "intelligente, coraggioso e gentile" .
Nell'aprile 2015, l'ammiraglio russo in pensione Igor' Kasatonov (Игорь Касатонов) ha detto che gli "omini verdi" erano membri delle unità delle forze speciali russe Specnaz. Secondo le sue informazioni, lo schieramento di truppe russe in Crimea includeva sei atterraggi di elicotteri e tre Ilyushin Il-76 con 500 persone

### Monumenti celebrativi

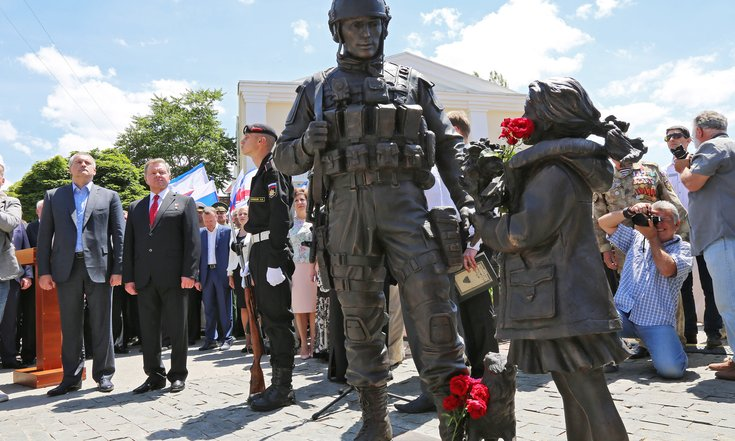
Inaugurazione del monumento alle "persone educate" (Sinferopoli, 2016).

Nell'aprile del 2014, quando ormai la nazionalità russa di questi militari era stata riconosciuta anche dalle autorità russe, il consiglio comunale di Bachčysaraj ha deciso di innalzare loro un monumento al centro della cittadina, poiché avendo costoro agito con “calma, autocontrollo e coraggio”, hanno consentito alla Crimea di “entrare nella Russia senza conseguenze tragiche”. Questo monumento mostra un omino verde con un gatto in braccio.
Nel giugno 2016 un altro monumento, realizzato dallo scultore russo Salavat Ščerbakov, è stato inaugurato a Sinferopoli con la statua di militare armato in assetto di combattimento, munito di visore notturno, con un gatto saltellante ai suoi piedi, di fronte a una bambina che gli offre un mazzo di fiori, secondo il rappresentante del presidente russo  “Il monumento rappresenta la forza, la calma, la sicurezza e la gentilezza del nostro soldato russo", il monumento è costato 5 milioni di rubli coperti da una raccolta popolare.
"Little Green Men", il nomignolo in inglese, è stato utilizzato anche per il titolo di una pubblicazione dell'esercito statunitense sulla moderna strategia russa di guerra non convenzionale.

## Altre truppe russe senza insegne nel Donbass
Altre milizie russe senza insegne sono apparse in seguito durante la guerra del Donbass: un corrispondente di Reuters ha riferito da un insediamento di Kolosky nell'oblast' di Donec'k che il 26 agosto 2014 decine di stranieri pesantemente armati, aventi accento russo, erano apparsi nel fine settimana istituendo un blocco stradale (a circa 10 chilometri dal confine tra la Russia e l'Ucraina, gli armati indossavano divise senza segni di identificazione, ma avevano bracciali bianchi, lo stesso segno identificativo indossato da dieci uomini catturati a pochi chilometri dalle forze ucraine e che, in un video pubblicato due giorni prima, affermarono di essere paracadutisti russi.
Il 13 gennaio 2015, il sito del giornale ucraino censor.net ha messo in rete un filmato mostrante una pattuglia di otto "omini verdi" lungo una strada di Luhans'k, alcuni dei pattugliatori erano armati col fucile AS Val, un'arma esclusiva delle forze speciali russe.
Il 17 dicembre 2015, il Presidente della Federazione Russa Putin ha confermato, anche se in modo ellittico, la presenza di russi in Ucraina impegnati in determinati compiti, anche in ambito militare, e aggiungendo che ciò non significa la presenza dei forze regolari dell'esercito russo (anche se altre forze militari, come i marines, non erano da escludere) in Ucraina il 17 dicembre 2015.
Dal 31 ottobre 2014 al novembre del 2016, la missione dell'osservatorio OSCE monitorando due posti di controllo di frontiera contò circa 30.000 persone abbigliate in foggia militare provenienti dalla Russia che andavano nel Donbass.

## Armamenti e dotazione individuale
Nel marzo 2014, la rivista finlandese Suomen Sotilas (Soldato finlandese) ha pubblicato un'analisi delle armi e delle attrezzature osservate sulle foto scattate ad alcuni "omini verdi".
L'articolo indica un numero di armi e pezzi di equipaggiamento che ritiene che siano dotazione esclusiva delle forze armate russe:
- Nuove divise da combattimento mimetiche EMR
- Nuovo gilet tattico 6Sh112 o 6Sh117
- Nuovo elmetto composito 6B27, 6B7-1M
- Nuove mitragliatrici PKP da 7,62 mm
- Elmetti compositi 6B26 (usati solo dai paracadutisti della federazione russa)
- Gilet tattico 6Sh92-5 (usato solo da truppe aviotrasportate della Federazione Russa)
- Uniforme da combattimento Gorka-3 (usata solo dalle forze speciali russe e dalle truppe di montagna)
- Gilet tattico Smersh AK / VOG (usato solo dalle forze speciali russe)

L'articolo conclude che con una probabilità molto alta "queste truppe appartengono al 45th Guards Separate Reconnaissance Regiment of the VDV" di base in Kubinka, Mosca.
Altri giornali hanno pubblicato una foto di un omino verde armato del fucile russo di precisione VSS Vintorez nei pressi della base aerea di Belbek in Crimea, l'arma è in dotazione alle unita Specnaz  russe.